# Auto-édition
L'auto-édition ou autoédition consiste pour un auteur à être l'éditeur de ses propres ouvrages imprimés, sans passer par l'intermédiaire d'une maison d'édition. Un éditeur étant une personne qui assure la publication et la mise en vente d'un ouvrage ou plus précisément, une œuvre de l'esprit. L’ouvrage peut être imprimé (livre, magazine) ou numérique (livre numérique, site web). On parle également d’auto-édition dans le cas d’albums, de contenus vidéo, de brochures et de zines produits et diffusés entièrement par leur créateur.
Il n'y a pas de définition juridique de l'auto-édition en France. En effet, l'article L. 132-1 du code de la propriété intellectuelle n'envisage l'édition que sous l'angle d'un contrat de cession de droits à charge pour l'éditeur d'en assurer la publication et la diffusion. Le terme « auto-édition » est donc parfois utilisé avec un certain flou, dans le langage courant, pour couvrir des réalités très différentes, notamment celle où l'auteur d'une œuvre se chargerait de la publication et de la mise en vente de celle-ci comme le ferait un éditeur, et celle où l'auteur d'une œuvre autorise l'acquisition de celle-ci par le biais d'une plateforme numérique sans se charger de l'impression, de la publication, de la vente et de l'encaissement direct du prix de vente. Dans tous les cas, l'auto-édition se distingue de la publication à compte d'éditeur ou de l'édition à compte d'auteur. Dans le premier cas, en effet, l'éditeur se charge à ses frais de réaliser et diffuser l'ouvrage en rémunérant l'auteur selon les ventes, et dans le second l'éditeur s'en charge aux frais de l'auteur.
Que ce soit dans l’édition à compte d’auteur ou dans l’auto-édition, il n’y a pas de disparition des intermédiaires, mais les financements ne sont pas gérés par les mêmes personnes, et le risque est réparti différemment. L’auto-édition, appelée aussi auto-publication, peut se faire sur des sites internet à l’instar de lulu.com. Dans ces cas-là, les auteurs ne financent pas le manuscrit en argent, mais en temps passé sur l’ouvrage en question.
L'auto-édition, d'ailleurs souvent confondue avec l'édition à compte d'auteur, a une image souvent négative ou encore véhicule une idée d'amateurisme et de petit budget, les auteurs auto-édités n’ayant pas forcément reçu de formation spécifique. Ce choix peut pourtant aussi mener à une activité professionnelle à part entière : soit lorsque l'auteur lui-même possède toutes les compétences requises, soit lorsqu'il vient s'adresser (au même titre qu'un éditeur de profession) à des professionnels pour chaque secteur de son activité. L'auto-éditeur est un éditeur comme les autres, mais qui propose un « catalogue » limité à sa production personnelle et qui doit connaître les spécificités de « son » marché.

## Clientèle de l'auto-édition
La clientèle de l'auto-édition peut se regrouper en trois grandes catégories :
1. L’auteur amateur se tourne vers l’autoédition dans le cadre de ses loisirs littéraires et s’adonne ainsi à ce qu’il est convenu de nommer des « pratiques culturelles en amateur » par le milieu des statistiques culturelles produites par les gouvernements. L’auteur amateur n’a aucune visée pécuniaire. Il investit dans ses loisirs littéraires (recherche, écriture, correction, révision, mise en page, montage des couvertures, maquettes pour imprimeur, impression d’exemplaires papier et/ou numérique…) comme le font le bon nombre d’auteurs amateurs en d’autres domaines de la culture, tels que les arts visuels, la danse, la poterie, etc. L’auteur amateur participe aussi à des ateliers d’écriture et des lectures publiques, devient membre d’association d’auteurs, de club de lecture… ;
2. L’auteur entrepreneur poursuit des visées pécuniaires, soit pour tirer de l’autoédition de son œuvre un revenu d’appoint, soit pour sonder le terrain d’une carrière professionnelle et s’il y a lieu devenir un écrivain reconnu ;
3. L’écrivain professionnel, habitué à l’édition à compte d’éditeur, choisit l’autoédition soit pour expérimenter un nouveau type d’édition, soit parce qu’il souhaite se soustraire aux exigences de l’édition à compte d’éditeur, soit pour trouver un débouché à un manuscrit refusé par son éditeur traditionnel.

## Prérequis
L'auto-éditeur se doit de connaître toutes les étapes de la publication traditionnelle puisqu’il doit se substituer à l’ensemble des professionnels de l’édition et de la diffusion. Il peut toutefois choisir de faire appel à des professionnels de chaque secteur pour s’assurer d’un résultat optimal ou encore d'utiliser les services offerts par les plateformes numériques d’auto-édition.

### Production
L’auteur en tant qu’auto-éditeur assume de nombreuses tâches dans le processus de création de son projet. Il doit évidemment créer le contenu du document qu’il souhaite publier. Pour ce faire, il sélectionne le traitement de texte approprié et s’occupe lui-même de la mise en page. Pour une mise en page avec des illustrations, des logiciels plus élaborés permettent un résultat plus dynamique.
En ce qui concerne la révision et la correction du manuscrit, le recours à des tiers (comme des professionnels de la correction) est souvent recommandé. En effet, les corrections peuvent se révéler des contraintes difficiles à respecter pour un auto-éditeur sans expérience.
L'impression peut être éventuellement réalisée avec une imprimante personnelle pour un petit projet, tel que la brochure ou le zine, mais le recours à un imprimeur est préférable dès que le nombre d'exemplaires devient important. La reliure est toutefois un point délicat, car le résultat n'est pas toujours satisfaisant (reliure type spirale), et celle proposé par un imprimeur est en général plus satisfaisante. Pour un tirage en deçà de cinq cents exemplaires, on préférera la photocopie numérique qui fournit aujourd'hui des résultats de bonne qualité. Au-delà, il devient économiquement intéressant d'utiliser la technologie offset.

### Formalités administratives et juridiques
L'auteur peut vouloir identifier son livre via un ISBN (International Standard Book Number). Cela peut être obligatoire, notamment si on veut procéder au dépôt légal en France (aux termes du décret no 8168 du 3 décembre 1981, les numéros ISBN doivent figurer sur tous les exemplaires d'une même œuvre soumise au Dépôt légal, ainsi que sur les déclarations de dépôt de l'imprimeur et de l'éditeur) ou si on veut que son ouvrage soit présenté légalement chez des commerçants. L'auteur peut également souhaiter en acquérir un tout simplement pour que l'objet ressemble à un « vrai livre ». Chaque édition du livre doit posséder un ISBN différent. Pendant longtemps, l’obtention d’un ISBN a été complètement gratuite en France. Avec l’augmentation du nombre de demandes, l’association chargée de la distribution de numéros ISBN, l’Afnil a changé de politique tarifaire en 2017 (date inconnue), et fait désormais payer l’attribution d’un identifiant éditeur une fois.
En France, le dépôt légal se limite à l'envoi d'un exemplaire auprès de l'organisme dépositaire (la BnF par exemple) après avoir rempli un formulaire simple. Au Québec, la Loi sur Bibliothèque et Archives nationales du Québec impose la remise du document à la BAnQ en deux exemplaires dans les sept jours suivant la parution.
Ce dépôt légal est obligatoire dès lors que le livre est « mis à la disposition d'un public » (Code du patrimoine), autrement dit, dès qu'il sort du cercle familial. On peut aussi, si on le souhaite, protéger son droit d'auteur par un dépôt en ligne (payant), mais le dépôt légal suffit normalement en tant que preuve d'antériorité. Toujours en France, dans le cas où la publication est destiné à la jeunesse, il faut aussi déposer le titre auprès de la commission de surveillance et de contrôle des publications destinées à l'enfance et à l'adolescence.
Il est à noter qu'en France, en vertu du droit de la propriété intellectuelle, une œuvre est protégée à partir du moment où elle est divulguée, et que par le mécanisme des conventions, cette protection s’étend à tous les pays signataires de la convention de La Haye.

### Diffusion
La diffusion est la phase sans doute la plus délicate de l'auto-édition pour une publication imprimée. Il existe différentes possibilités : choix d'un organisme de diffusion (avec les contraintes que cela implique), contacts directs avec des libraires acceptant l'ouvrage, vente directe à la suite de manifestations publiques, site internet personnel avec vente par correspondance, recours à des sites commerciaux de vente sur internet, salons littéraires, etc. L'auto-éditeur, ayant en général peu de moyens à consacrer à la promotion de son ouvrage, a tout intérêt à cibler très précisément les personnes potentiellement intéressées. Cela explique d’ailleurs la longévité de certains zines. Leur diffusion, bien que très limitée, est extrêmement ciblée. Dans le but de se faire connaître auprès de gens susceptibles de partager les mêmes intérêts, les créateurs choisissent les points de vente en fonction du thème développé dans leur zine qui sont ainsi vendus de main en main, dans des librairies et disquaires spécialisés et lors de foires consacrées à la culture du zine (Expozine).
À l’opposé, certains auteurs choisissent de s’autopublier sur des blogs ou des sites de partage de documents, tels que Wattpad, et rendent ainsi accessible leur texte en ligne gratuitement. Wattpad est une plateforme crée en 2006 par Allen Lau et Ivan Yuen. Généralement, les lecteurs et même les auteurs qui utilisent Wattpad ne sont pas les mêmes que ceux qui utilisent KDP. Wattpad est surtout à destination des jeunes, que ce soit des adolescents ou des jeunes adultes. Le plus souvent, les écrits sont publiés sous forme de feuilleton, c’est-à-dire en plusieurs fois. L’objectif est différent de celui de KDP, puisqu’ici ils cherchent surtout à interagir et créer du lien entre eux et le lecteur.

## Motivations pour le choix de l'auto-édition
De nombreuses raisons peuvent mener un créateur à prendre la décision de s’auto-éditer. La recherche d’une autonomie complète, la volonté d’exercer un contrôle sur tout le processus de publication et le désir d’offrir à son public un ouvrage plus personnel n’en sont que quelques exemples. L’auto-éditeur touche également un plus grand pourcentage des recettes de son œuvre de laquelle il peut décider le prix de vente. On peut rappeler, à titre indicatif, qu'en moyenne, en France, dans le milieu classique de l'édition, 55 % du prix d'un livre permet de rémunérer sa diffusion, 20 % l'impression, 18 % l'éditeur, et le reste, aux alentours de 7 %, correspond aux droits d'auteur. Au Québec, ces chiffres diffèrent légèrement : l'auteur reçoit généralement 10 %, l'éditeur 30 %, le distributeur 20 % et le libraire 40 %. L'auto-éditeur, en fonction de ses choix, a des coûts de diffusion et d'édition plus limités, mais en revanche des coûts d'impression souvent plus élevés (dus au petit nombre d'exemplaires). Il demeure qu'il peut généralement fixer un prix inférieur aux prix du marché, ce qui représente un avantage. Selon la raison qui motive leur entreprise, les créateurs poursuivent des objectifs différents qui influenceront leurs choix de production (esthétique, tirage) et de diffusion (ISBN, prix de vente, recours à un intermédiaire).
De plus, l'auto-édition permet de diffuser des textes qui entrent difficilement dans le cadre normal du milieu de l'édition. C'est un moyen adapté à des projets de taille modeste dans des domaines très spécialisés (histoire régionale, domaine technique, etc.).
Au-delà du coût et de la recherche de liberté, la difficulté des auteurs à trouver un éditeur qui accepte de les éditer les pousse à se tourner vers l'auto-édition. Pourtant, ils ne seraient que 26 % à choisir cette option pour cette raison, en revanche, 74 % d'entre eux choisissent volontairement de s'auto-publier. D'après les travaux de Book on Demand, 77 % d'entre eux sont des passionnés qui utilisent l'auto-édition "pour se faire plaisir". Pour 58% des personnes interrogées dans cette étude la satisfaction personnelle passe avant le succès.
Certains auteurs ayant réussi dans le domaine de l'édition traditionnelle peuvent choisir de devenir leur propre éditeur, avec les mêmes moyens et méthodes qu'un éditeur traditionnel : on peut citer Marc-Édouard Nabe, devenu la figure de proue de ce nouveau moyen éditorial — qu'il nomme « anti-édition ». Nabe qualifie de parasites les intermédiaires du monde de l'édition, tels le libraire et le diffuseur, et se questionne sur le rôle qu'ils sont censés jouer : « Pourquoi un auteur se contenterait-il de gagner 10 % sur son travail, quand d'autres se gavent au passage avec 34 %, comme les libraires ? »
L'auto-édition est relativement fréquente en bande dessinée : par exemple, Les Éditions Albert René, créées par Albert Uderzo en 1979 pour éditer les Astérix, Jo-El Azara qui s'auto-édite sous le label Azeko, Benoît Jacques avec Benoit Jacques Books, etc. La dessinatrice Claire Bretécher mentionne que c'est son désir d'indépendance et la perspective d'un revenu accru qui l'ont motivé à se lancer dans l'auto-édition : « Ça demande beaucoup d'énergie, mais on gagne plus d'argent. Et puis les éditeurs sont tellement paternalistes. »
L'auto-édition peut aussi être une option dans le domaine de l'édition théâtrale. En effet, en ce qui concerne le théâtre, l'auteur ne perçoit pas seulement des revenus sur la vente de ses livres, mais aussi et surtout sur les droits de représentation de ses œuvres, collectés par la SACD. Il peut dès lors être plus pertinent pour un dramaturge de proposer ses textes en téléchargement gratuit sur son propre site afin d'en faciliter l'accès et la circulation. En renonçant à percevoir des droits sur la vente de ses textes, un auteur de théâtre peut ainsi espérer générer davantage de présentations de ses pièces et donc percevoir des revenus plus importants sous forme de droits de représentation.

## Auto-édition numérique
L'auto-édition d'un livre n'est pas limitée au format papier, le format eBook est d'ailleurs très fréquent. L'auto-édition numérique, en libérant l'auteur-éditeur des contraintes de l'impression et du papier, de la diffusion par les réseaux traditionnels, ou de l'expédition par voie postale, permet un contact direct avec le lecteur et autorise les ventes à partir d'un nombre très réduit d'exemplaires. À ce sujet, certains auteurs parlent de « dialogue des supports », en faisant référence à la multitude de supports qui sont aujourd’hui à notre disposition. La filière eBook a permis de la sorte l'émergence d'un grand nombre de nouveaux auteurs.
L'auto-édition numérique n'existe que depuis le début des années 2000, les premières plateformes étant Lulu.com (2002), Fondation Fleur de Lys (2003) et Blurb (2005). En 2007, la méthode prend son plein envol, par la création du service Kindle Direct Publishing d'Amazon. Ce dernier est aujourd'hui le chef de file du domaine, occupant 60 % de parts de marché de la distribution du livre numérique et une offre de services très étendue, qui comprend notamment la commercialisation des livres auto-édités sur sa librairie en ligne (à la fois en version numérique Kindle et en papier), un service de prêts de livres (Kindle's Owner Library), un service d'abonnement (Kindle Unlimited) ainsi que des services d'impression à la demande (KDP Papier).  
La plateforme YouScribe offre également ce service.
Le défi, pour les écrivains qui choisissent de se tourner vers cette méthode de publication, est de publier sur un nombre de plateformes et au travers de diffuseurs qui lui permettront d’atteindre autant de lecteurs que les maisons d’édition et de faire la promotion de leurs livres pour qu’ils soient achetés et lus.

### Les outils d'autoproduction sur le web
Il s'agit de plateformes où il est possible de produire, d'éditer et de diffuser un livre numérique directement en ligne. Ces plateformes n'ont pas de politique de sélection des livres, elles ne sont donc pas considérées comme des éditeurs numériques : « La sélection opérée auparavant par les éditeurs parmi les multiples manuscrits et fondée sur l’appréciation des textes est remplacée par la mise à disposition d’un très grand nombre de titres accompagnée d’outils algorithmiques de sélection et de recommandation. » La majorité de ces plateformes offre des options gratuites, et la possibilité d'exploiter au maximum les fonctionnalités en payant un certain montant. Il existe de nombreuses plateformes numériques d’auto-édition, qui n’offrent pas toutes les mêmes services.

#### Infographisme
Certaines se concentrent davantage sur les services d’infographisme, de façonnage et d’impression à la demande :   
- BlookUp[15] : Il s'agit d'une plateforme créée en 2011 et qui a proposé jusqu'en 2018 la possibilité pour ses utilisateurs de vendre les livres de blogs et de réseaux sociaux réalisés sur leur site via une librairie en ligne appelée le BlookShop. La marge était fixée librement par les blogueurs, s'additionnant au prix de vente déjà fixé par la plateforme. La vente des blooks ne pouvait s'effectuer que depuis le site web BlookUp. La plateforme s'occupait de l'impression et de l'envoi des livres, mais ne proposait aucun service annexe pour les auteurs. Les blooks créés ne possédaient aucun numéro ISBN. La fonction a été temporairement retirée du site[16] en avril 2018 pour rénovations.
- CoolLibri.com[17] : Depuis 2017, cette plateforme d'autoédition française est utilisée pour imprimer et recevoir un livre. Le site dispose de services gratuits comme la génération instantanée de numéro d'ISBN, un outil de création de couverture de livre et de mise en ligne dans bibliothèque.

#### Distribution
D’autres proposent aux auteurs des services de mise en vente des livres sur leur boutique en ligne et parfois d’accompagnement dans la promotion et la diffusion à plus large échelle de l’ouvrage auto-édité :
- Kobo Writing Life[18] : la plateforme permet d'accéder gratuitement à la publication à la diffusion de ses livres numériques sur le site de Kobo (qui vend aussi des liseuses) et de son partenaire commercial, la FNAC.
- Kindle Direct Publishing[19] (Amazon) : il s'agit du service d'auto-édition d'Amazon, développé aux États-Unis. C'est la plateforme d’auto-édition la plus utilisée. Elle est apparue en France en 2011. Le concept est plutôt simple : des outils sont proposés pour « faire livre » ce qui permet aux nouveaux auteurs d’être rendus visibles immédiatement pour de nombreux lecteurs à travers le monde entier. Pour écrire et publier via KDP, il suffit d’avoir un compte et de mettre en ligne les écrits[7]. Si l'intégration de l'ouvrage à la chaîne du livre est gratuite, il y a toutefois des redevances qui sont prélevées sur chacune des ventes[1].
- Le Livre en Papier[20] : Le Livre en Papier propose la publication de livres en auto-édition. Il s'occupe gratuitement des formalités administratives pour l'auteur (dépôt légal, ISBN, code-barre et mentions légales). Le Livre en Papier propose l'intégration dans le catalogue Dilicom des libraires (FEL). Le Livre en Papier imprime chaque livre à la demande, au prix défini librement par l'auteur, et l'expédie ensuite dans le monde entier[21].
- Lulu.com[22] : il s'agit de l'une des plus anciennes plateformes sur le marché (elle existe depuis 2002). Elle a l'avantage d'offrir une interface en français canadien et de permettre la vente, l'achat et la diffusion de livres papier ou numériques. Le site permet de convertir, en format PDF, directement et facilement en ligne les documents fournis par l'auteur (fichiers Word, etc.). La conversion en format Epub est également possible. Les livres édités par la plateforme de Lulu.com peuvent dans certains cas être vendus également sur Amazon.com et Barnes & Noble ou via Ingram et Hachette chez les libraires américains et francophones, mais avec une marge réduite pour l'auteur.
- Monbeaulivre.fr[23] : c'est une plateforme simple et gratuite qui permet de publier son livre en version papier ou numérique. Monbeaulivre guide les auteurs pendant le processus de publication et propose des conseils concernant la promotion et la vente de leur livre. Les auteurs peuvent choisir leur marge et vendre leurs livres sur la boutique en ligne ou sur Amazon[24].
- Smashwords[25]: elle existe depuis 2008 et offre sensiblement les mêmes options que PressBook, avec de légères nuances. L'écrivain peut choisir de diffuser seulement quelques extraits, pour ensuite vendre en ligne son livre complet. Il s'agit d'une plateforme souvent utilisée par les éditeurs indépendants de moins grande notoriété, puisqu'elle leur permet une mise en marché et une visibilité facile d'accès[réf. nécessaire]. Néanmoins, il s'agit également d'une plateforme presque entièrement dominée par la langue anglaise.
- TheBookEdition.com[26] : fondée en 2007, la société est alors le premier acteur français sur le marché de l'auto-édition[27]. L'auteur a le choix entre la création d'un livre au format papier ou numérique. Il n'a rien a payer et choisit lui-même son prix de vente en fonction du prix de fabrication de son livre. Une fois le livre publié sur la librairie en ligne, il peut être commandé directement sur le site, en librairie traditionnelle et sur les principales marchés en ligne[28]. TheBookEdition imprime ensuite les livres à la demande, à partir d'un seul exemplaire, et les expédie dans le monde entier.

#### Accompagnement complet de publication
Quelques plateformes proposent finalement d’accompagner les auteurs dans chacune des étapes de l’auto-publication. Les services offerts couvrent ainsi l’entièreté du processus de production et de diffusion :
- Bookelis.com[29] : c'est une plateforme créée en 2013 avec des processus de publication papier et numérique entièrement automatisés et des conseils et services à haute valeur ajoutée. Il s'agit de la seule plateforme d'autoédition à proposer trois packs de distribution permettant de référencer son ouvrage papier chez plus de 10 000 libraires francophones dans le monde[30] ainsi qu'au format numérique dans une centaine de librairies en ligne. La publication en ligne est gratuite, des options payantes sont proposées pour accompagner les auteurs qui en ont besoin.
- Librinova.com[31] : créée en 2014, la plateforme offre la possibilité à l'auteur d'être publié sur plus d'une centaine de librairies en ligne en France et à l'étranger. L'auteur touche 100 % de ses ventes nettes et peut accéder, s'il le souhaite, à toute une gamme des services complémentaires : éditoriaux, marketing, commerciaux et impression. En cas de succès du livre (soit 1 000 ventes en moins de 18 mois), Librinova se propose d'agir en tant qu'agent de l'auteur pour lui faire signer un contrat avec un éditeur traditionnel.[réf. souhaitée]

En 2016, l'Union des écrivaines et des écrivains québécois a réalisé une étude sur l'état des lieux des plateformes numériques d'auto-édition. Il est possible d'y lire, dans les annexes, des descriptions des différentes plateformes d'auto-édition, leur fonctionnement et les caractéristiques pour les utiliser. Le recours à ces fournisseurs de service participe à brouiller la frontière entre l’auto-édition et l’édition à compte d’auteur puisque cela ouvre une voie intermédiaire, celle de l’auto-édition assistée.

## Marché

### Essor
L’auto-édition n’est pas un phénomène récent, mais le développement du marché du livre numérique au début des années 2000 a permis à ce mode d’édition, car particulièrement bien adapté à ce genre de publication, de connaître une forte croissance. Les avancées technologiques et la démocratisation des outils numériques ont également facilité le processus de production d’ouvrages imprimés et permis d’en réduire les coûts, rendant ainsi l’auto-édition plus accessible.
Entre 2006 et 2012, le nombre de titres autoédités disponibles sur le marché américain aurait triplé selon une étude réalisée par Bowker. Les ventes de livres auto-édités auraient également progressé de 422 % depuis 2010 selon cette même étude. Aux États-Unis et dans l'édition des principaux pays anglo-saxons, le rapport Authors Earnings de janvier 2018 évalue la part de l'auto-édition sur les plateformes de téléchargement numérique à 35 % des unités, et 20 % de la valeur. La méthode d'obtention de ces données est critiquée par certains, saluée par d'autres.

### Marché francophone
Le marché de l’auto-édition est également en constante progression dans le monde francophone mais demeure assez difficile à évaluer, car peu d’institutions en mesurent les données. En France, depuis 2007, plus de 25 000 auteurs aurait opté pour l'auto-édition. La Bibliothèque nationale de France a évoqué un nombre de livres autoédités au dépôt légal en 2016 qui représente 17 % du nombre total dans le rapport 2016 de l'Observatoire. Au Québec, selon une étude, menée en 2015 par l'Union des écrivaines et des écrivains québécois, environ 16 % de ses membres auraient tenté l'expérience de l'auto-édition par l'entremise d'une plateforme numérique.

## Reconnaissance du milieu littéraire
Bien que les préjugés envers l’auto-édition soient encore présents, les perceptions de ce nouveau mode de publication sont en train de changer. En effet, depuis sa rapide montée en popularité au milieu des années 2000, l’auto-édition a gagné une certaine reconnaissance du milieu du livre.
Les salons littéraires proposent maintenant régulièrement une section dédiée à l’auto-édition. En 2012, la Foire du livre de Londres créait pour la première fois un tel espace et offrait différents ateliers dans le but de soutenir les auteurs autoédités dans leurs activités. De plus, certains prix littéraires incluent désormais des ouvrages auto-édités à leur sélection. En 2010, L'Homme qui arrêta d'écrire, édité par son auteur Marc-Édouard Nabe, figurait ainsi sur la liste du Prix Renaudot. En 2018, c’est au tour de Marco Koskas de voir son roman auto-édité Bande de Français considéré pour ce même prix.

### Évolution du statut d'auteur auto-édité à auteur édité
Il arrive de plus en plus souvent que les auteurs mènent de front une activité d'auteur auto-édité et d'auteur édité par une maison d'édition (à compte d'éditeur), voire qu'ils changent de statut, faisant de l'auto-édition un vivier de découverte de talents pour l'édition dite traditionnelle. De nombreux auteurs ont été publiés ou re-publiés par les maisons d'édition. On peut citer, à titre d'exemple, l'écrivain Laurent Bettoni, qui après avoir publié un premier roman chez Robert Laffont, Ma place au paradis, a autoédité deux romans avant de revenir dans des maisons d'édition traditionnelles telles que Le Seuil/Don Quichotte, Hachette/Marabout et Cosmopolis. Lorsque cela se produit, l’auto-édition agit en quelque sortee comme une garantie « puisqu’elle permet aux éditeurs de choisir des ouvrages déjà confrontés aux appréciations des lecteurs sans avoir à assumer le risque important d’un premier roman ».
Dans le milieu anglophone, E.L. James demeure le cas le plus célèbre. L’auteure a d’abord publié le texte qui deviendrait la trilogie Cinquante nuances de Grey sur différents sites de fanfiction, puis sur son propre site web avant de lancer le livre numérique en 2011. La maison d’édition Vintage Books a par la suite acheté les droits en 2012.
En France, on a également vu plusieurs auteurs qui ont commencé par l'auto-édition se retrouver dans des maisons d'édition, notamment : 
- Agnès Martin-Lugand (Michel Lafon, 2013)[36]
- Alice Quinn (Michel Lafon, 2014)[37]
- Aurélie Valognes (Michel Lafon puis Mazarine)[38]
- Amélie Antoine (Michel Lafon, 2016)[39]
- Jacques Vandroux (Robert Laffont, 2017)[40]
- Kaddour Naïmi (Atelier création libertaire, 2018, puis AK Press, 2019)
- Carène Ponte (Michel Lafon, 2016)[41]